# 芦川百々子
芦川 百々子（あしかわ ももこ、1949年〈昭和24年〉11月29日 - ）は、日本のタレント、歌手、元漫才師。兵庫県三原郡福良町（現：南あわじ市）出身。兵庫県立三原高等学校卒業。
1971年 - 1977年、海原千里・万里の海原万里として、妹の上沼恵美子と共にコンビ活動をしていた。

## 来歴・人物
1971年、実妹の上沼恵美子と漫才コンビ「海原千里・万里」を結成しデビュー。アイドル的な人気を誇った。1977年、恵美子の結婚に伴い芸能界を引退。万里もコメディアンの夢大作と同年6月8日に椿山荘で結婚。1978年2月、長女出産。1990年に本名の「芦川百々子」名義で、恵美子の番組出演で復帰。現在は、神奈川県川崎市に在住し、主婦業の傍ら、恵美子の番組やYouTubeチャンネルにゲスト出演することもある。

## 主な出演
海原万里 名義
- トラック野郎・望郷一番星（1976年東映） ドライブインの女主人役
- 銭形平次 第520話「天まであがれ鯉のぼり」おつる役

芦川百々子 名義
- 今夜はえみぃ〜GO!!
- 上沼恵美子のこころ晴天（ラジオ　ゲスト）
- 快傑えみちゃんねる（ゲスト）
- NHK歌謡コンサート（2015年11月24日、NHK大阪ホール） -　上沼恵美子と共に出演。